# Wilson Audio
Wilson Audio Specialties Inc. (comunemente noto come Wilson Audio) è una società americana produttrice di altoparlanti audio di fascia alta, con sede a Provo, nello Stato dello Utah (USA). È stata fondata da David A. Wilson (1944–2018) e da sua moglie Sheryl Lee Wilson nel 1974. Fino alla sua morte, David Wilson era presidente del consiglio di amministrazione di Wilson Audio e Sheryl Lee Wilson è stata vicepresidente.
Attualmente l'azienda è attualmente diretta e gestita dal figlio e successore, Daryl C. Wilson, CEO e Korbin Vaughn, COO. David Wilson ha continuato a lavorare a stretto contatto con il team di ricerca e sviluppo di Wilson Audio nello sviluppo del prodotto fino ai suoi ultimi giorni.

## Attività
Wilson Audio è nota nella comunità degli audiofili per offrire alcuni degli altoparlanti più costosi in circolazione. Prima di produrre altoparlanti, David Wilson era uno scrittore dello staff della rivista The Absolute Sound . Quando Wilson Audio iniziò a offrire i suoi prodotti all'inizio degli anni '80, il piccolo diffusore "monitor" più economico sul mercato americano era di 1.600 dollari al paio; il piccolo diffusore WATT di Wilson, invece è stato introdotto a 4.400 dollari al paio.
Attualmente, l'altoparlante stereo più economico di Wilson Audio, il TuneTot (di dimensioni circa 37x22x26) ha prezzo di circa 12.000 euro per coppia (senza base di isolamento o supporti), mentre i loro altoparlanti stereo più costosi, le WAMM Master Chronosonic Towers, vengono valutate circa 850.000 euro la coppia e oltre, a seconda della finitura. Secondo Stereophile nel 2015, il prezzo medio della gamma di prodotti Wilson Audio è di 69.325 dollari al paio, in colori e finiture standard, e senza considerare i possibili extra.
Wilson Audio è nota per la costruzione di casse acustiche altamente rigide. L'azienda costruisce, infatti, i loro cabinet con materiali non legnosi come compositi di resina fenolica e laminati epossidici che vengono poi verniciati con un processo simile a quello automobilistico in vari colori.
L'etichetta discografica della compagnia si chiamava Wilson Audiophile Definitive Recordings ed era nota per le sue uscite (31 in totale) che furono pubblicate su Vinile e CD tra il 1977 e il 1995. Nel luglio 2013, Wilson Audio ha iniziato a ripubblicare alcuni titoli selezionati sotto forma didownload ad alta risoluzione.
Nonostante il suo nome, non ci sono relazioni tra la società Wilson Audio e la società audio britannica Wilson Benesch, anch'essa produttrice di costosi altoparlanti.

## Prodotti
La maggior parte dei nomi dei prodotti Wilson Audio sono acronimi formati dai componenti iniziali di una frase (mostrati tra parentesi).

### Produzione attuale[6]
- WATCH Dog (Wilson Audio Theater Comes Home) - Passive (dal 2006)
- Thor's Hammer - Series 1 (dal 2008)
- Polaris - Series 1 (dal 2010) e C/S (dal 2014)
- WATCH Center Channel - Series 3 (dal 2011)
- Mezzo - Series 1 (dal 2011) e C/S (dal 2013)
- Alexandria XLF (Cross Load Firing) - Series 1 (dal 2012)
- Duette - Series 2 (dal 2013)
- Alida (compatibili con Dolby Atmos) - Titanium Dome (dal 2014) e C/S (dal 2014)
- Sabrina - Series 1 (dal 2015)
- Yvette - Series 1 (dal 2016)
- Alexx - Series 1 (dal 2016)
- WAMM Master Chronosonic (WIlson Audio Modular Monitor) - Series 1 (dal 2017)
- WAMM Master Subsonic (WIlson Audio Modular Monitor) - Series 1 (dal 2017)
- Alexia - Series 2 (dal 2017)
- TuneTot - Series 1 (dal 2018)
- Wilson Audio Subsonic - Series 1 (dal 2018)
- Sasha DAW (David Andrew Wilson) - Series 1 (dal 2018)
- Chronosonic XVX - Series 1 (dal 2019)

### Prodotti fuori produzione
- SMART Turntable (dal 1974 al 1976)
- WAMM (Wilson Audio Modular Monitor):
  - Series 1 (dal 1981 al 1982),
  - Series 2 (dal 1982 al 1983),
  - Series A3 (dal 1983 al 1987),
  - Series 6 (dal 1988 al 1991),
  - Series 7 (dal 1992 al 1993),
  - Series 7A (dal 1993 al 2003)
- WATT (Wilson Audio Tiny Tot)
  - Series 1 (dal 1986 al 1989)
  - Series 2 (dal 1989 al 1995)
  - Series 3 (dal 1991 al 1995)
  - Series 5 (dal 1994 al 2001)
  - Series 6 (dal 1999 al 2004)
  - Series 7 (dal 2002 al 2006)
  - Series 8 (dal 2006 al 2011)
- WHOW (Wilson High Output Woofer)
  - Series 1 (dal 1989 al 1991)
  - Series 2 (dal 1991 al 1993)
  - Series 3 (dal 1993 al 2002)
- Puppy
  - Series 1 (dal 1989 al 1991)
  - Series 2 (dal 1991 al 1995)
  - Series 5 & 5.1 (dal 1994 al 2001)
  - Series 6 (dal 1999 al 2004)
  - Series 7 (dal 2002 al 2006)
  - Series 8 (dal 2006 al 2011)
- X-1 Grand SLAMM (Super Linear Adjustable Modular Monitor)
  - Series 1 (dal 1993 al 1997)
  - Series 2 (dal 1997 al 1999)
  - Series 3 (dal 2000 al 2003)
  - Level 5 (dal 2006)
- WITT (Wilson Integrated Transducer Technology)
  - Series 1 (dal 1995 al 1997)
  - Series 2 (dal 1997 al 2000)
- XS Subwoofer
  - Series 1 (dal 1996 al 2005)
- CUB (Center Unitized Bass)
  - Series 1 (dal 1997 al 2000)
  - Series 2 (dal 2000 al 2005)
- MAXX
  - Series 1 (dal 1998 al 2004)
  - Series 2 (dal 2004 al 2008)
  - Series 3 (dal 2008 al 2015)
- WATCH Center Channel (Wilson Audio Theater Comes Home)
  - Series 1 (dal 2000 al 2010)
  - Series 2 (dal 2007 al 2011)
- WATCH Dog (Wilson Audio Theater Comes Home)
  - Series 1 (Attivo), (dal 2001 al 2003)
  - Series 2 (Attivo), (dal 2003 al 2008)
- Surround Speaker
  - Series 1 (dal 2000 al 2009)
  - Series 2 (dal 2007 al 2014)
- Sophia
  - Series 1 (dal 2001 al 2009)
  - Series 2 (dal 2005 al 2012)
  - Series 3 (dal 2010 al 2016)
- Duette
  - Series 1 (dal 2006 al 2014)
- Sasha W/P
  - Series 1 (dal 2009 al 2014)
  - Series 2 (dal 2014 al 2018)
- Alexandria X-2
  - Series 1 (dal 2003 al 2007)
  - Series 2 (dal 2007 al 2014)
- Alexia
  - Series 1 (dal 2012 al 2017)